# Maria-Pia Geppert
Maria-Pia Geppert (* 28. Mai 1907 in Breslau; † 18. November 1997 in Tübingen) war eine deutsche Biostatistikerin.

## Leben und Werk
Nach dem Abitur 1926 am Ursulinen-Lyzeum in Breslau studierte Maria-Pia Geppert Mathematik und Biologie an der Universität Breslau sowie in Gießen und Rom. 1932 wurde sie bei Guido Hoheisel mit einer Arbeit aus der analytischen Zahlentheorie promoviert. Im gleichen Jahr legte sie das Lehramtsexamen ab und war Referendarin in Wiesbaden. Von 1933 bis 1935 studierte sie Versicherungsmathematik und Statistik in Rom, war Assistentin bei Francesco Cantelli und Redakteurin des italienischen Aktuarkongresses 1934. Im Jahr 1936 promovierte sie bei Corrado Gini im Fach Statistik in Rom.
Von 1936 bis 1939 war Geppert Lehrerin, ab 1939 arbeitete sie am W. G. Kerckhoff-Institut (heute Max-Planck-Institut für Herz- und Lungenforschung) in Bad Nauheim. Von 1940 bis 1964 leitete sie die statistische Abteilung des Instituts. 1942 habilitierte sie sich an der Universität Gießen (Über den Vergleich zweier beobachteter Häufigkeiten) und lehrte ab 1943 an der Universität Frankfurt sowie von 1947 bis 1951 an der TH Darmstadt. Von 1951 bis 1964 war sie Professorin für Biostatistik in Frankfurt und von 1964 bis 1976 Professorin in Tübingen. Ab 1954 organisierte sie die Biometrischen Kolloquien, die meist in Bad Nauheim stattfanden.
Sie gründete (mit Ottokar Heinisch) 1958 die Biometrische Zeitschrift (heute Biometrical Journal) und war Mitherausgeberin der von Gini 1920 gegründeten Zeitschrift Metron.

## Schriften
- Dissertation Breslau: Approximative Darstellungen analytischer Funktionen, die durch Dirichletsche Reihen gegeben sind, Math. Zeitschrift 35, 190–211, 1932
- Dissertation Rom: Una proprieta caratteristica della distribuzione di Bravais, Giorn. Ist. Ital. Attuari 7, 378–391, 1936
- Erwartungstreue plausibelste Schätzer aus dreieckig gestutzten Kontingenztafeln, Biometr. Z. 3, 54–66, 1961